# René Schoof

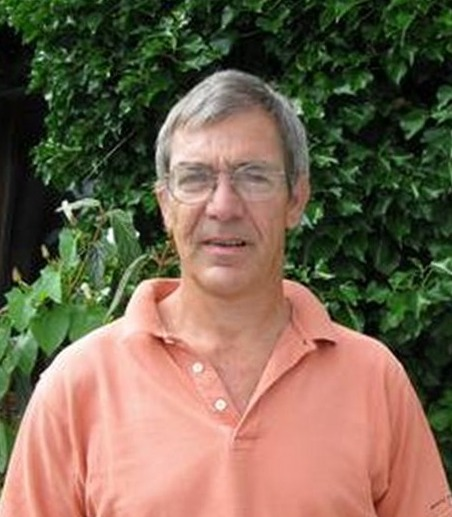
René Schoof, Oberwolfach 2009

René Schoof (Den Helder, 8 mei 1955) is een Nederlandse wiskundige die zich bezighoudt met algebraïsche getaltheorie, arithmetische algebraïsche meetkunde, algoritmische getaltheorie en coderingstheorie.
Schoof promoveerde in 1985 aan de Universiteit van Amsterdam bij Hendrik Lenstra op het proefschrift Elliptic Curves and Class Groups. Hij is hoogleraar aan de universiteit Tor Vergata in Rome.
Schoof bedacht in 1985 een algoritme dat in polynomiale tijd punten telde op elliptische krommen over eindige lichamen. Dit was belangrijk voor het gebruik van elliptische krommen in cryptografie. Het algoritme was in zijn oorspronkelijke vorm niet goed toepasbaar, en werd verbeterd door A.O.L. Atkin (1992) en Noam Elkies (1990).
Schoof schreef ook een boek over het vermoeden van Catalan.

## Publicaties
- Counting points of elliptic curves over finite fields, Journal des Théories des Nombres de Bordeaux, Bd. 7, 1995, S. 219–254, pdf-bestand
- Met Gerard van der Geer, Ben Moonen (uitgever): Number fields and function fields – two parallel worlds, Birkhäuser 2005
- Catalan's Conjecture, Universitext, Springer, 2008

## Weblinks
- (en) website
- (en) Biografische vermelding in het Album Academicum van de Universiteit van Amsterdam